# Elisabeth von Sizilien
Elisabeth von Sizilien (auch Isabella von Anjou; * um 1261; † 3. November 1303 in Neapel) war Königin von Ungarn.

## Leben
Elisabeth von Sizilien wurde als jüngste Tochter von König Karl I. von Sizilien aus dem Hause Anjou und dessen erster Gemahlin Beatrix von der Provence geboren. 1270 wurde sie im Alter von etwa 9 Jahren mit dem um ein Jahr jüngeren ungarischen Prinzen Ladislaus IV. vermählt, wie u. a. die Chronik des Saba Malaspina berichtet. Ladislaus wurde bereits im September 1272 im Alter von erst 10 Jahren zum König gekrönt.
Das Paar hatte während seiner 20-jährigen Ehe keine Kinder. Stattdessen bevorzugte Ladislaus die erst um 1240 in Ungarn angesiedelten heidnischen Kumanen (seine Mutter Elisabeth war eine Kumanin) und nahm sich eine kumanische Mätresse. Um mit dieser ungestört leben zu können, ließ er seine Gattin Elisabeth (Isabella) 1286 auf der Hasen-Insel (heute Margareteninsel in Budapest) gefangen setzen. Zwischen September 1286 und August 1287 lebte sie in dem dortigen Kloster, in dem ihre Schwägerin (die selige) Elisabeth von Ungarn Äbtissin war. Später musste der König aber das Verhältnis zu seiner Konkubine aufgeben und seine Ehe mit Elisabeth wieder aufnehmen.
Ladislaus wurde im Juli 1290 ermordet und sein entfernter Verwandter Andreas III. folgte ihm auf den ungarischen Thron. Im Jahre 1294 bestätigte Königin Fenena Elisabeth das Privileg, die Kirchenspenden im Komitat Veszprém einzusammeln. 1301 kehrte Elisabeth nach Neapel zurück und wurde dort Dominikanernonne im Monastero di San Pietro. In diesem Kloster wurde sie auch nach ihrem Tod 1303 beigesetzt.